# Tougouri (Kaya)
Pour les articles homonymes, voir Tougouri (homonymie).
Tougouri est une localité – qui ne doit pas être confondue avec Tougouri, le chef-lieu du département homonyme – située dans le département de Kaya de la province du Sanmatenga dans la région Centre-Nord au Burkina Faso.

## Géographie
Tougouri est situé à 2 km au sud-est de Delga, à environ 25 km au nord-ouest du centre de Kaya, la principale ville de la région. Le village est à environ 4 km au sud-est de la route nationale 15 reliant à Kaya à Kongoussi.

## Éducation et santé
Le centre de soins le plus proche de Tougouri est le centre de santé et de promotion sociale (CSPS) de Delga tandis que le centre hospitalier régional (CHR) se trouve à Kaya.
Tougouri possède une école primaire publique.